# Sorex minutus
Sorex minutus là một loài động vật có vú trong họ Chuột chù, bộ Soricomorpha. Loài này được Linnaeus mô tả năm 1766.

## Hình ảnh

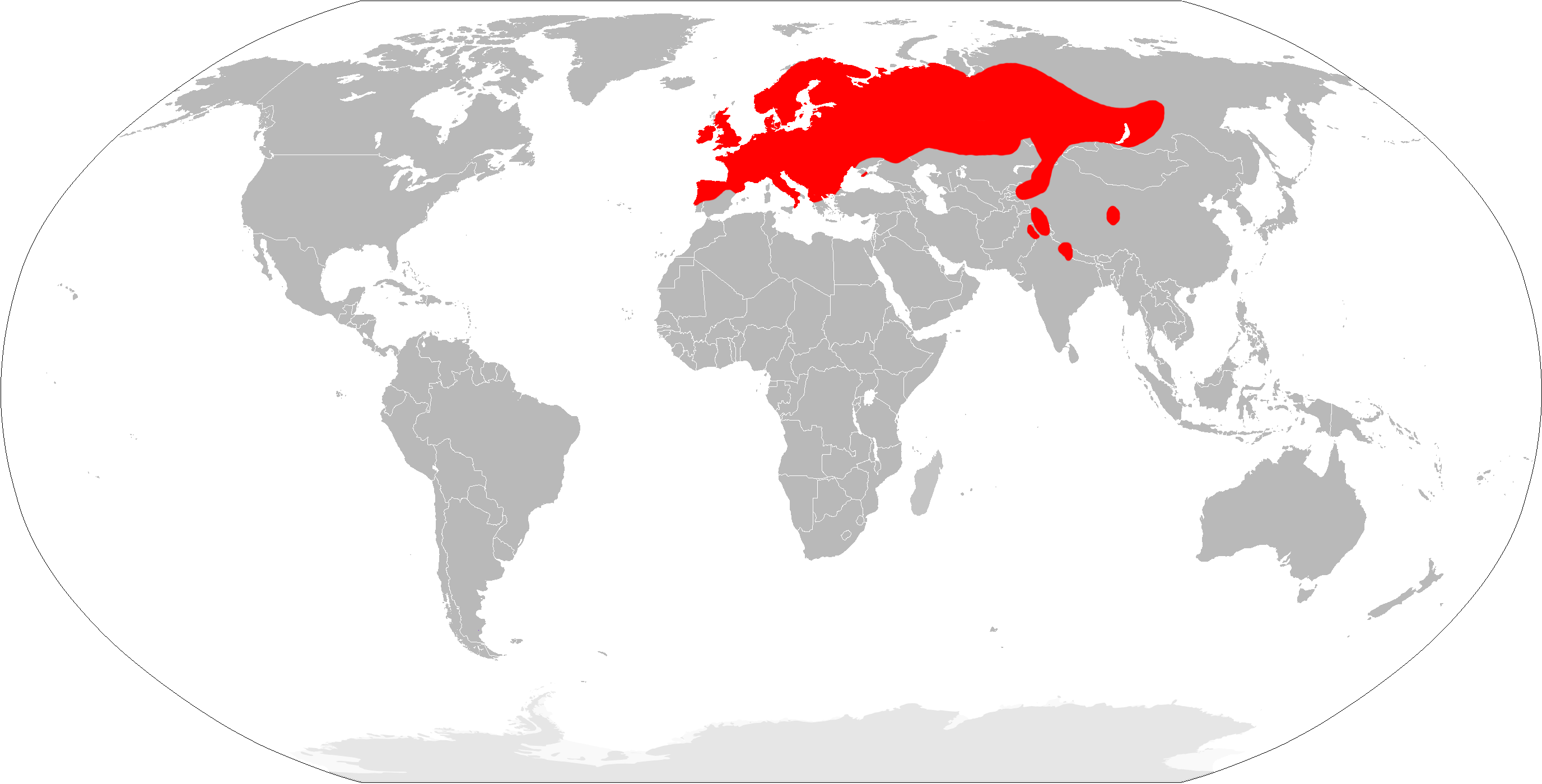
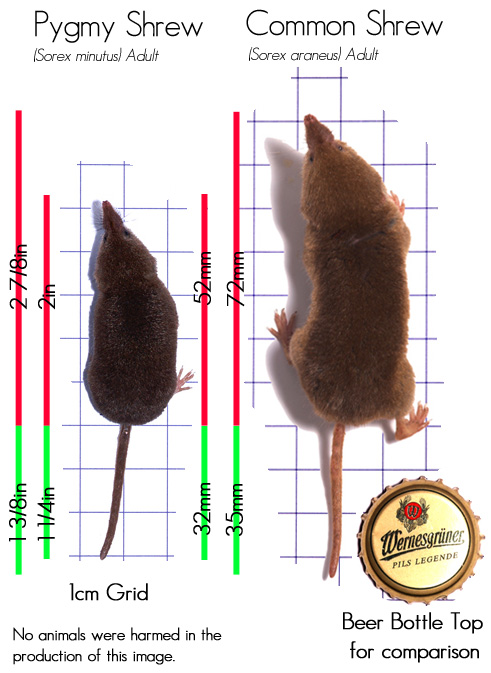
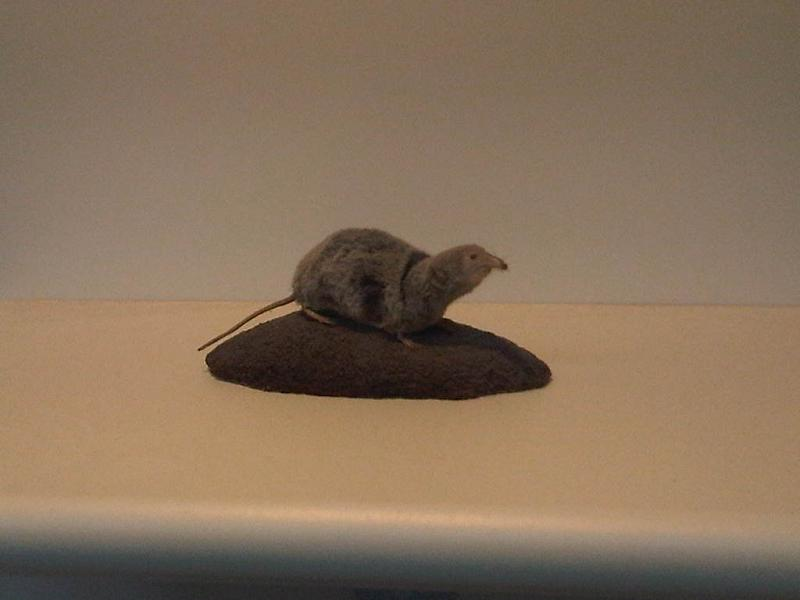
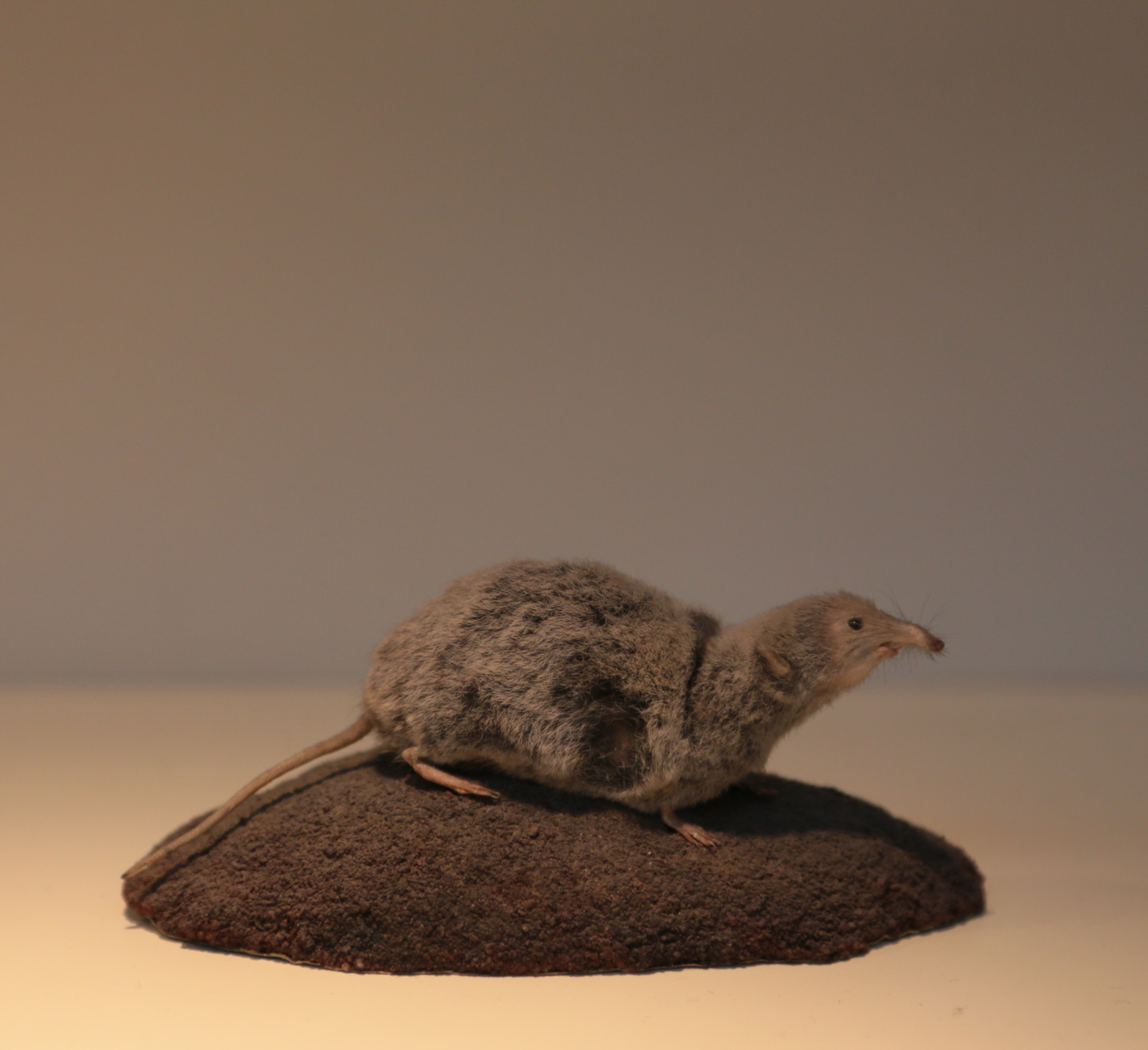